# Tratado de frontera de 1970
El Tratado para resolver las diferencias fronterizas y pendientes y para mantener a los ríos Bravo y Colorado, como frontera internacional entre los Estados Unidos Mexicanos y los Estados Unidos de América (en inglés: Treaty to Resolve Pending Boundary Differences and Maintain the Rio Grande and the Colorado River as the International Boundary) es un tratado celebrado por la Comisión de Aguas y Límites Fronterizos de México y Estados Unidos (CILA), expedido el 23 de noviembre de 1970.
Por este tratado Estados Unidos entregó la localidad de Río Rico a México en 1972, y a continuación el estado mexicano de Tamaulipas lo anexó formalmente a su territorio. La frontera entre Estados Unidos y México se modificó de acuerdo con los términos de este tratado, con efecto a partir de 1977.

## Antecedentes
Desde la Independencia de México en 1821 se mantuvo pendiente un acuerdo con los Estados Unidos de América sobre los límites fronterizos, acuerdo que llegaría en 1848 después de la guerra entre ambos países con el Tratado de Guadalupe Hidalgo, en el que se definieron límites naturales como el río Bravo y el río Colorado. El 30 de diciembre de 1853 se firmó el Tratado de la Mesilla que definió la frontera hasta la actualidad. Sin embargo, con el paso de los años el cauce del río Bravo y del río Colorado sufrió modificaciones por inundaciones o por obra humana, situación que generó reclamos territoriales entre ambas naciones como el caso del Chamizal en Chihuahua. 
En el caso de Río Rico, el tramo Horcón estaba originalmente al norte del serpenteante río Bravo (y, por lo tanto, formaba parte del estado de Texas, EE. UU.) hasta que una desviación no autorizada del río hecha por una empresa privada de EE.UU. hacia el norte lo separó del resto del estado en 1906, hecho que afectó a 1,67 km² de tierra. La localidad de Río Rico se desarrolló como un asentamiento mexicano de facto.
El terreno donde estaba localizado Río Rico ahora estaba al sur del río Bravo, el cual era la frontera entre Estados Unidos y México desde 1845, y las autoridades mexicanas, sin conocimiento de la desviación, tomaron control del área conocida como el Banco Horcón. Sin embargo, como el cambio del curso ocurrió por acción del hombre, el derecho internacional público indicaba que el área seguía siendo estadounidense, hecho que nadie disputó. Río Rico se convirtió en una especie de ciudad vacacional durante los años 1920 y 1930, donde se podía beber alcohol y apostar pese a la prohibición en Estados Unidos por la Ley seca.
En 1967, un profesor de geografía estadounidense descubrió lo que había sucedido y se determinó que partes de Río Rico estaban legalmente en territorio estadounidense, lo que convertía a quienes habían nacido allí en ciudadanos estadounidenses por derecho de nacimiento.
El 23 de noviembre de 1970 ambos gobiernos llegaron a un acuerdo para evitar la pérdida o ganancia de territorio por modificaciones en el cauce de cada río; el tratado se firmó en la Ciudad de México, en la oficina de la Secretaría de Relaciones Exteriores de México, por los embajadores de ambos países tras el reporte hecho por Comisión Internacional de Límites y Aguas de Estados Unidos y México (IBW por sus siglas en inglés).

## Artículos del Tratado

Mapa del Municipio de Matamoros, al que pertenece la localidad de Río Rico, en Tamaulipas, México.

El Tratado de la Frontera de 1970 consta de 9 artículos. La transcripción íntegra del tratado se encuentra en español en la página oficial de la Secretaría de Relaciones Exteriores mexicana y en inglés en la página de la International Boundary & Water Commission United States and Mexico IBWC. El contenido de los artículos se puede resumir como sigue:

### Artículo I
Resolución limítrofe pendiente de los Cortes de Ojinaga-Presidio, del Corte del Horcón, de la Isla de Morteritos y de las islas, en los que terrenos de uno de los Estados contratantes han quedado localizados a la margen opuesta del Río Bravo. EEUU cede el banco Horcón (que es la tierra donde se ubica Río Rico, y sus alrededores) a México.

### Artículo II
Resolver incertidumbre sobre la soberanía de las islas.

### Artículo III
Reducir al mínimo los problemas originados por futuros cambios en los causes del Río Bravo y del Río Colorado.

### Artículo IV
Reducir a un mínimo los desalojamientos de los cauces del Río Bravo y del Río Colorado, en sus tramos limítrofes, y los problemas que originaría la segregación de porciones de territorio, los Estados contratantes.

### Artículo V
Los Estados contratantes están de acuerdo en establecer y reconocer sus límites marítimos en el Golfo de México y en el Océano Pacífico.

### Artículo VI
Los terrenos y mejoras que, al cambiarse de localización el límite internacional, sean transferidos de un Estado contratante al otro, pasarán al Estado contratante respectivo en plena propiedad, libres de títulos de propiedad privada, la compensación a los propietarios de los terrenos que hayan de ser transferidos será responsabilidad del Estado contratante que los entrega. No se efectuarán pagos entre los dos gobiernos como resultado del cambio de localización del límite internacional.

### Artículo VII
La línea divisoria sobre los puentes internacionales que crucen el río Bravo o el río Colorado, se señalará mediante un monumento apropiado que esté exactamente sobre el límite internacional que determine este tratado.

### Artículo VIII
Efectos de anteriores tratados.

### Artículo IX
Ratificación del tratado por embajadores firmantes.